# 제10전투비행단 (대한민국)
제10전투비행단(第十戰鬪飛行團, 영어: ROKAF 10th Fighter Wing)은 경기도 수원시 수원공군기지에 주둔하고 있는 대한민국 공군의 전투비행단이다.
대한민국 대통령 부대 표창을 15회 수여받았다.

## 역사
1951년 2월 15일, 사천 공군기지에서 첫번째 전대급 부대인 공군 비행단 소속 제10전투비행전대로 창설되었다. 훈련을 마치고, 공군 비행단과 함께 9월 28일에 강릉 공군기지로 옮겨가서 전투에 참여하였다.
1953년 2월 15일에 단으로 승격되었다.
1954년 9월부터 수원 공군기지에 주둔하기 시작하였다. 1969년 7월 1일 작전사령부에 배속되었다. 31년 뒤, 작전사령부의 지휘부담을 줄이기 위해 2010년 12월 23일에 창설된 북부전투사령부으로 배속 전환되었다.
1968년 7월 25일, 공군참모총장인 장지량 대장에 의해 강릉기지 전공탑이 세워졌다.

## 예하 부대
- 제101전투비행대대 - F-5, KF-5
- 제201전투비행대대 - F-5, KF-5
- 제153전투비행대대 - F-4E (퇴역)

## 기록

### 소속
- 공군비행단, 1951년 2월 15일
- 공군본부, 1953년 2월 15일 ~ 1969년 6년 30일
- 공군작전사령부, 1969년 7월 1일 ~ 2010년 12월 22일
- 공군북부전투사령부, 2010년 12월 23일 ~ 2015년 12월 31일
- 공군공중전투사령부, 2016년 1월 1일

### 계보
- 제10전투비행전대, 1951년 2월 15일
- 제10전투비행단, 1953년 2월 15일

### 기지
- 사천 공군기지, 1951년 2월 15일
- 강릉 공군기지, 1951년 9월 1일
- 수원 공군기지, 1954년 11월 1일

### 참전
- 6.25 전쟁
  - 승호리철교 폭파작전
  - 평양 대폭격작전
  - 351고지 공격작전
- 덕적도 무장간첩선 출몰 격침

### 표창
| 스트리머 (그림/이름) | 스트리머 (그림/이름)      | 내역                                                     |
| -------------------- | ------------------------- | -------------------------------------------------------- |
|                      | 대한민국 대통령 부대 표창 | 제10전투비행전대, 1952년 7월 1일 승호리철교 폭격 및 폭파 |
|                      | 대한민국 대통령 부대 표창 | 제10전투비행전대, 평양 공습                              |
|                      | 대한민국 대통령 부대 표창 | 제10전투비행전대, 351고지 전투 항공지원                  |

## 역대 지휘관
| #    | 계급 | 성명   | 취임일           | 이임일           | Ref   |
| ---- | ---- | ------ | ---------------- | ---------------- | ----- |
| 초대 | 대령 | 김영환 | 1951년 8월 1일   | 195?년           |       |
| 2대  |      |        | -                | -                |       |
| 3대  |      |        | -                | -                |       |
| 4대  |      |        | -                | -                |       |
| 5대  |      |        | -                | -                |       |
| 6대  |      |        | -                | -                |       |
| 7대  | 준장 | 김두만 | 1958년           | 1960년           | [ 2 ] |
| 8대  |      |        | -                | -                |       |
| 9대  |      |        | -                | -                |       |
| 10대 |      |        | -                | -                |       |
| 11대 |      |        | -                | -                |       |
| 12대 |      |        | -                | -                |       |
| 13대 |      |        | -                | -                |       |
| 14대 |      |        | -                | -                |       |
| 15대 |      |        | -                | -                |       |
| 16대 |      |        | -                | -                |       |
| 17대 |      |        | -                | -                |       |
| 18대 |      |        | -                | -                |       |
| 19대 |      |        | -                | -                |       |
| 20대 |      |        | -                | -                |       |
| 21대 |      |        | -                | -                |       |
| 22대 |      |        | -                | -                |       |
| 23대 |      |        | -                | -                |       |
| 24대 |      |        | -                | -                |       |
| 25대 |      |        | -                | -                |       |
| 26대 |      |        | -                | -                |       |
| 27대 |      |        | -                | -                |       |
| 28대 |      |        | -                | -                |       |
| 29대 |      |        | -                | -                |       |
| 30대 |      |        | -                | -                |       |
| 31대 |      |        | -                | -                |       |
| 32대 |      |        | -                | -                |       |
| 33대 |      |        | -                | -                |       |
| 34대 |      |        | -                | -                |       |
| 35대 |      |        | -                | -                |       |
| 36대 |      |        | -                | -                |       |
| 37대 |      |        | -                | -                |       |
| 38대 |      |        | -                | -                |       |
| 39대 |      |        | -                | -                |       |
| 40대 |      |        | -                | -                |       |
| 41대 |      |        | -                | -                |       |
| 42대 |      |        | -                | -                |       |
| 43대 |      |        | -                | -                |       |
| 44대 |      |        | -                | -                |       |
| 45대 |      |        | -                | -                |       |
| 46대 | 준장 | 최성천 | -                | 2018년 1월 10일  |       |
| 47대 | 준장 | 박칠호 | 2018년 1월 11일  | 2019년 12월 2일  | [ 5 ] |
| 48대 | 준장 | 김경서 | 2019년 12월 3일  | 2020년 12월 29일 | [ 6 ] |
| 49대 | 준장 | 박대준 | 2020년 12월 30일 | 2022년 12월 11일 | [ 7 ] |
| 50대 | 준장 | 권영민 | 2022년 12월 12일 | 2023년 11월 16일 | [ 8 ] |
| 51대 | 준장 | 김훈경 | 2023년 11월 17일 | -                |       |

## 같이 보기
- 소령 김두만, 승호리 철교 공습을 이끈 제10전투비행전대의 편대장 및 빨간 마후라를 도입함.

## 참고
1. 1 2 3 4  이주형 (2022년 9월 29일). “[최고 영예 대통령 부대표창] 육군31사단 지역방위·대민지원 유공 등 24회 ‘최다’” (보도 자료). 국방일보. 2023년 6월 29일에 원본 문서에서 보존된 문서. 2023년 6월 29일에 확인함.
2. 1 2  홍기웅 (2023년 2월 15일). “'창설 70주년' 공군 제10전투비행단 [포토뉴스]”. 2023년 6월 29일에 확인함.
3. ↑  강창구 (2013년 2월 15일). “공군 10전투비행단 창설 60주년 기념식”. 연합뉴스. 2014년 4월 16일에 확인함.
4. ↑  “(제일강릉)우리고장 현충시설물23-공군강릉기지전공탑”. 국가보운부. 2023년 6월 29일에 확인함.
5. ↑  이상훈 (2018년 1월 11일). “박칠호 47대 공군 제10전투비행단장 취임”. 경기신문. 2023년 6월 29일에 확인함.
6. ↑  배태식 (2019년 12월 3일). “공군 제10전투비행단 제 48대 단장 김경서 준장 취임”. 경기신문. 2023년 6월 29일에 확인함.
7. ↑  김정훈 (2020년 12월 31일). “[취임] 공군 제10전투비행단 49대 단장”. 케이에스피뉴스. 2023년 6월 29일에 확인함.
8. ↑  이민우 (2022년 12월 12일). “'공군 제10전투비행단장 이·취임식' 거행”. 뉴스피크. 2023년 6월 29일에 확인함.

- 김상태. “공군 강릉기지와 제10전투비행전대”. 《지역IN문화》. 동족상잔의 비극, 6·25전쟁. 서울특별시 마포구: 한국문화원연합회. 2023년 6월 29일에 확인함.